# Мальта на летних Олимпийских играх 1972
Мальта принимала участие в летних Олимпийских играх 1972 года в Мюнхене, что являлось шестым по счёту участием данного государства в летних играх, но по итогам не было завоёвано ни одной медали. Страну представляло 5 спортсменов в двух видах спорта. Флаг Мальты на церемонии открытия нёс стрелок Джозеф Греч, для которого эти игры уже были третьими.

## Состав и результаты

### Велоспорт

#### Шоссейный велоспорт
Мужчины
| Соревнование                  | Спортсмены                                          | Время     | Место | Примечание |
| ----------------------------- | --------------------------------------------------- | --------- | ----- | ---------- |
| командная гонка преследования | Луис Беццина, Джон Магри Джозеф Сэйд, Альфред Тонна | 2:31:40,1 | 31    | [ 1 ]      |

### Стрельба
Мужчины
| Соревнование | Спортсмены  | Результат | Место | Примечание |
| ------------ | ----------- | --------- | ----- | ---------- |
| скит         | Джозеф Греч | 170       | 55    | [ 2 ]      |